# Darryl Middleton
Darryl Middleton (21 de juliol de 1966, Queens (Nova York), Estats Units) és un jugador de bàsquet que juga a la posició d'aler-pivot o de pivot. El 2011 va fitxar a mitja temporada pel Power Electronics Valencia, convertint-se setmanes després en el partit del seu debut amb l'equip, en el jugador més veterà de la història de l'ACB en jugar un partit, amb 44 anys, 8 mesos i 6 dies. L'estiu de 2011 es va fer oficial la seva reincorporació al CB Sant Josep de Girona, que és la ciutat on ha desenvolupat la major part de la seva carrera esportiva.
Té doble nacionalitat, l'americana i l'espanyola.

## Carrera esportiva
Es va formar a la Universitat de Baylor i va ser seleccionat pels Atlanta Hawks a la tercera ronda (68è lloc) del draft de l'NBA del 1988, tot i que mai va arribar a debutar a l'NBA. Comptant la temporada 2011/12 haurà estat en actiu 25 temporades a Europa.

## Clubs
- Universitat de Baylor, NCAA (1984-1988)
- Escollit pels Atlanta Hawks en el 68è lloc del draft de l'NBA (1988)
- Çukurova, Lliga turca de bàsquet) 1988-1989
- Teorema Tour Arese, LEGA (1989-1991)
- Valvi Girona, ACB (1991-1992)
- Caja San Fernando, ACB (1992-1994)
- Secció de bàsquet del FC Barcelona, ACB (1994-1996)
- Valvi Girona, ACB (1996-1998)
- Pintures Bruger Badalona, ACB (1998-1999)
- Casademont Girona, ACB (1999-2000)
- Panathinaikos, A1 Ethniki (2000-2005)
- Dinamo Sant Petersburg, Lliga russa de bàsquet (2005-2006)
- Akasvayu Girona, ACB (2006-2008)
- CB Sant Josep Girona, LEB Bronze (2008-2009)
- CB Sant Josep Girona, LEB Or (2009 - març 2011)
- Power Electronics Valencia, (Març 2011 - juliol 2011)
- CB Sant Josep Girona, LEB Or (Agost 2011 - 2012)
- Lucentum Alacant, LEB Or (2012 - 2013)
- CB Benidorm (2013 - 2014)

## Palmarès

### Club
- 2 lligues ACB amb el F.C Barcelona
- 3 lligues gregues amb el Panathinaikos
- 1 Eurolliga amb el Panathinaikos
- 2 copes gregues amb el Panathinaikos
- 1 FIBA EuroCup amb l'Akasvayu Girona
- 1 copa de subcampió de l'Eurolliga amb el Panathinaikos

### Individual
- 3 MVP de l'ACB: (1991-1992, 1992-1993 i 1999-2000).